# Hunt: Showdown
Hunt: Showdown je střílečka z pohledu první osoby, kterou vyvinula a vydala společnost Crytek. Hra byla vydána 22. února 2018 na platformě Steam v předběžném přístupu a 22. května 2019 v rámci služby Xbox Game Preview. Plná verze hry vyšla 27. srpna 2019 pro Microsoft Windows, 19. září 2019 na Xbox One a 18. února 2020 na PlayStation 4. Hráč se ve hře ujímá role lovce odměn, jenž musí ulovit bájnou příšeru, aby získal odměnu a přežil dostatečně dlouho na to, aby se dostal k místu úniku.
Vývoj hry Hunt: Showdown původně vedlo společnosti Crytek USA, které chtělo vytvořit duchovního nástupce série Darksiders, za kterou stál předchůdce společnosti, studio Vigil Games. Kooperativní videohra se měla jmenovat Hunt: Horrors of the Gilded Age. V červenci 2014 došlo kvůli finančním problémům k uzavření společnosti Crytek USA a vývoj hry se přesunul do sídla společnosti Crytek v Německu. Hra byla znovu oznámena v květnu 2017 pod novým názvem Hunt: Showdown; stala se z ní kompetitivní hra pro více hráčů, ve které hráči musí bojovat s ostatními hráči a nepřáteli ovládanými umělou inteligencí na velké mapě připomínající otevřený svět. Hra po vydání získala vesměs pozitivní recenze a byla chválena za inovativní herní smyčku.

## Hratelnost
Hunt: Showdown je multiplayerová střílečka z pohledu první osoby se dvěma herními režimy. V režimu „Bounty Hunt“ hraje hráč za lovce odměn, který loví jednoho nebo dva ze čtyř herních bossů, ze kterých po jejich zabití získá odměnu. Buďto mohou hráči pracovat sami, nebo se mohou spojit až se dvěma dalšími hráči a společně tak hledat stopy o místě, kde se příšera nachází. Hra obsahuje tři středně velké mapy s otevřeným světem, jež jsou plné různých nebezpečí a nepřátel, jako jsou Gruntové, Hive nebo Obrnění gruntové. Jak hráč sbírá další stopy, zužuje se na mapě poloha doupěte příšery. K dispozici jsou čtyři monstra zvaná Butcher, Spider, Assassin a Scrapbeak. Hráči mohou k poražení nepřátel používat různé zbraně, a to od brokovnic až po kuše. Ve hře však není k dispozici velké množství munice, což nutí hráče se spoléhat na své střelecké zkušenosti. Mají také přístup k velkému množství nástrojů, jako jsou pasti a návnady. Po zabití příšery si hráči vyzvednou odměnu a musí přežít, dokud se nedostanou k jednomu z míst úniku. Tyto východy jsou náhodně umístěny na mapě. Po obdržení odměny získá hráč možnost omezeně vidět přibližnou polohu ostatních hráčů ve svém okolí, ale hráč tím také odhaluje svou polohu všem ostatním hráčům na herní mapě. Hráči mohou schopnost ukrást zabitím aktuálního držitele odměny. V každém zápase může hrát současně až 12 hráčů.
Druhý režim nese název „Quickplay“ a jedná se o battle royale, které trvá 15 minut. V každém zápase má hráč za úkol najít na mapě zdroj energie a odrazit nepřátelské útoky.

## Vydání
Hunt: Showdown byl vydán 22. února 2018 v předběžném přístupu. V roce 2018 bylo na Gamescomu oznámeno, že hra bude uvedena na konzoli Xbox One v rámci služby Xbox Game Preview; ve službě se objevila 29. května 2019.
Dne 3. července 2019 se na webových stránkách společnosti Crytek objevilo datum vydání plné verze hry pro Microsoft Windows, které bylo stanoveno na 27. srpna 2019. Téhož dne měla být hra vydána také na Xbox One, kvůli technickým problémům však bylo vydání odloženo na 19. září 2019. Vydána byla také 18. února 2020 na konzoli PlayStation 4.

## Hraný seriál
V listopadu 2021 byla společností Binge oznámena adaptace hry ve formě hraného televizního seriálu. Producenty seriálu by se měli stát Allan Ungar a Vince Talenti a výkonnými producenty Avni Yerli, Faruk Yerli a Pascal Tonecker.